# Орсюба
Орсюба́ (рос. Орсюба, марій. Орсӱвы) — присілок у складі Марі-Турецького району Марій Ел, Росія. Входить до складу Косолаповського сільського поселення.

## Населення
Населення — 64 особи (2010; 81 у 2002).
Національний склад (станом на 2002 рік):
- марійці — 99 %